# جائزة هولندا الكبرى 1977
جائزة هولندا الكبرى 1977 هو سباق فورمولا 1 أقيم بتاريخ 28 أغسطس 1977 في حلبة بارك زانتفورت. كان الثالث عشر من أصل 17 في بطولة العالم لسباقات الفورمولا واحد موسم 1977. حلّ النمساوي نيكي لاودا أولا بينما جاء الفرنسي جاك لافيت في المركز الثاني وحصل على المركز الثالث الجنوب أفريقي جودي شيكتر.